# ها دونگ
ها دونگ (به لاتین: Hà Đông) یک بخش و شهرک در ویتنام است که در استان‌ها تای واقع شده‌است.
چمعیت این بخش در سال ۲۰۰۹ میلادی ۱۹۸٫۶۸۷ نفر بوده‌است.